# Ivan Oechov (basketballer)
Ivan Anatoljevitsj Oechov (Russisch: Иван Анатольевич Ухов) (Solikamsk, 11 september 1995) is een professionele basketbalspeler die speelt voor het nationale team van Rusland.

## Carrière
Oechov begon zijn carrière bij Parma Perm. Met Parma werd hij in 2016 Bekerwinnaar van Rusland. In 2018 verhuisde hij naar CSKA Moskou. Met die club won hij het Landskampioenschap van Rusland in 2019, 2021, 2024 en 2025. Met CSKA won hij in 2019 de finale van de EuroLeague. Ze wonnen van Anadolu Efes uit Turkije met 91-83.

## Erelijst
- Landskampioen Rusland: 4
  - Winnaar: 2019, 2021, 2024, 2025
  - Tweede: 2022
- Bekerwinnaar Rusland: 1
  - Winnaar: 2016
- VTB United League: 4
  - Winnaar: 2019, 2021, 2024, 2025
- EuroLeague: 1
  - Winnaar: 2019